# Beneceto
Beneceto è una frazione del comune di Parma, appartenente al quartiere San Lazzaro.
La località è situata 4,19 km a est del centro della città.

## Storia
Il primo insediamento umano nella zona di Beneceto risale all'età del bronzo: già intorno al XX secolo a.C. vi sorse un piccolo villaggio riferibile alla cultura di Polada, di cui rimangono le tracce di un pozzo e di alcune buche da palo. Intorno al XV secolo a.C. sui resti dell'antico centro abitato i Terramaricoli fondarono un grande insediamento, noto come "Forno del Gallo", che, suddiviso tra il "Villaggio piccolo" e il "Villaggio grande" e dotato di necropoli, sopravvisse fino al XIII secolo a.C..
Non lontano, intorno al VI secolo a.C. fu fondato un nuovo villaggio, i cui resti oggi si confondono con quelli del successivo insediamento romano.
La più antica testimonianza dell'esistenza del borgo medievale risale al 2 settembre 905, quando la località fu citata in un atto notarile di permuta di alcuni terreni.
Nel 962 Benecetae fu menzionata con altre località nell'atto, di dubbia autenticità, in cui l'imperatore del Sacro Romano Impero Ottone I di Sassonia riconobbe al vescovo di Parma Oberto l'autorità, oltre che sulla città, anche su 3 miglia di contado intorno a essa; nel 989 il re d'Italia Ottone III di Sassonia confermò al vescovo Sigefredo II i diritti su Parma e su numerosi castelli e borghi del Parmense, tra cui Benecite.
In epoca tardo-medievale a difesa di Beneceptum, appartenente al Comune di Parma, fu edificato un castello, che nel 1308 Giberto III da Correggio, Signore di Parma, assegnò ai Rossi, in cambio di un accordo di pace, unitamente ai feudi di Marano e di Borgo San Donnino. La tregua durò però soltanto pochi mesi, al termine dei quali Giberto cacciò da Parma i Rossi, che furono costretti a riparare a Borgo San Donnino a causa della rivolta degli abitanti di Beneceto e Marano.
Tra il 1410 e il 1414 l'antipapa Giovanni XXIII, riconoscente per i servigi resi alla sua causa, investì del feudo di Beneceto Cristoforo Valeri. Tuttavia, nel 1418 il marchese Niccolò III d'Este fece arrestare, probabilmente con l'accusa di aver congiurato ai suoi danni, il condottiero e i suoi figli, confiscandone le ingenti proprietà. Grazie all'intercessione degli ambasciatori del Comune di Parma, nel 1422 i Valeri, liberati due anni prima, rientrarono in possesso dei loro beni. Nel 1435 Andrea, figlio ed erede di Cristoforo, fu nominato conte dal duca di Milano Filippo Maria Visconti, che lo investì anche del feudo di Baganzola.
Secondo qualche storico, intorno alla metà del XV secolo Beneceto fu conquistata da Pier Maria II de' Rossi, ma alcuni documenti provano che nel 1481 rientrava ancora tra le proprietà dei conti Valeri.
I Valeri mantennero i diritti feudali fino alla loro abolizione sancita da Napoleone nel 1805, quando Beneceto fu aggregata al comune di San Donato, a lungo appartenuto ai marchesi Lalatta. Rinominato San Donato d'Enza nel 1863, il piccolo Comune fu sciolto nel 1870 e aggregato a San Lazzaro Parmense, a sua volta assorbito da Parma nel 1943.

## Monumenti e luoghi d'interesse

### Chiesa della Purificazione di Maria Vergine

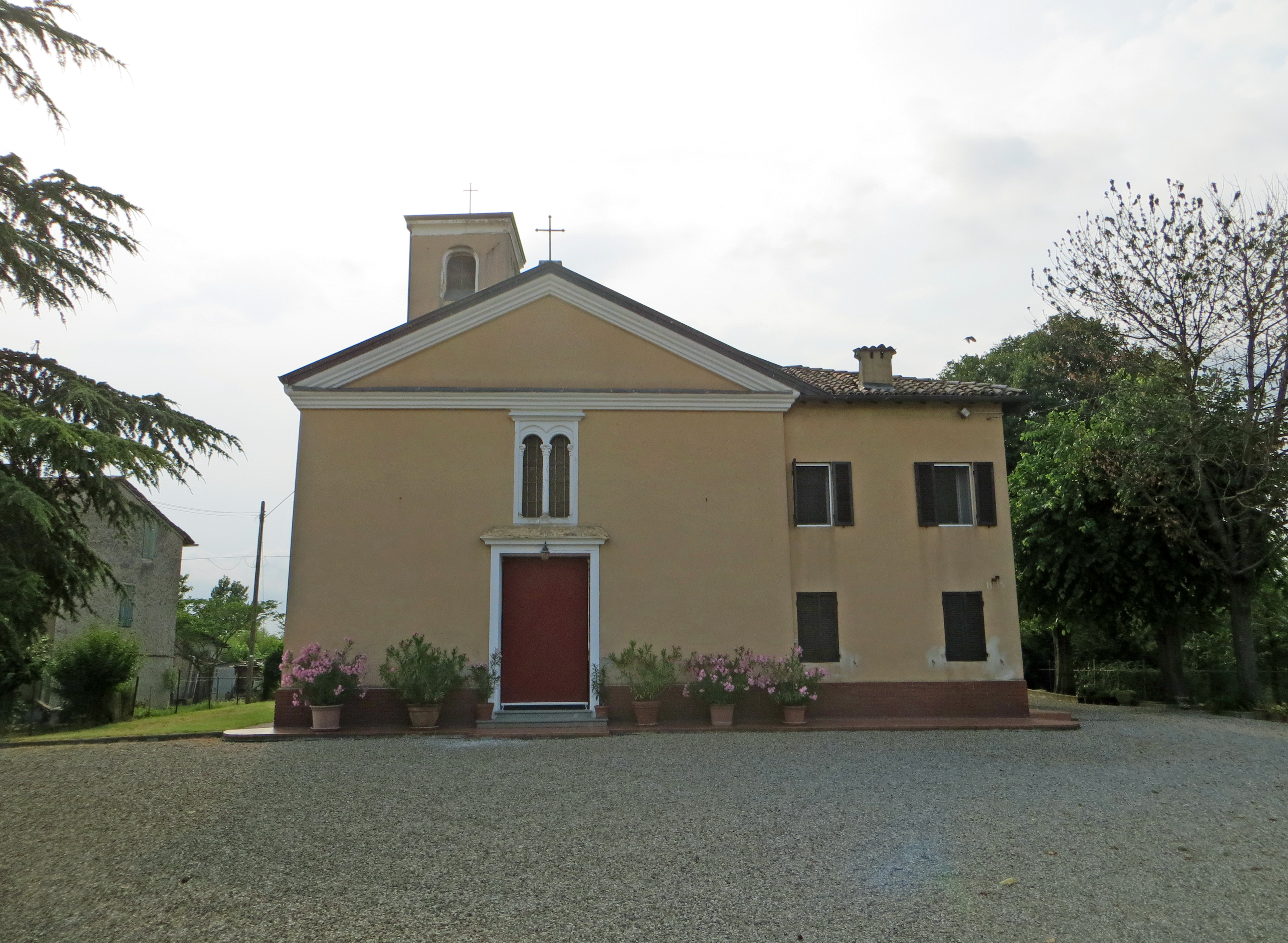
Chiesa della Purificazione di Maria Vergine

Menzionata per la prima volta nel 1200, la cappella medievale fu dotata di battistero nel 1682; elevata nel 1691 a sede parrocchiale, nel 1938 fu ristrutturata e decorata; la chiesa neoclassica è internamente ornata con un basamento in marmo rosso sulle pareti, lesene ioniche e affreschi sulla volta a botte.

### Torrione

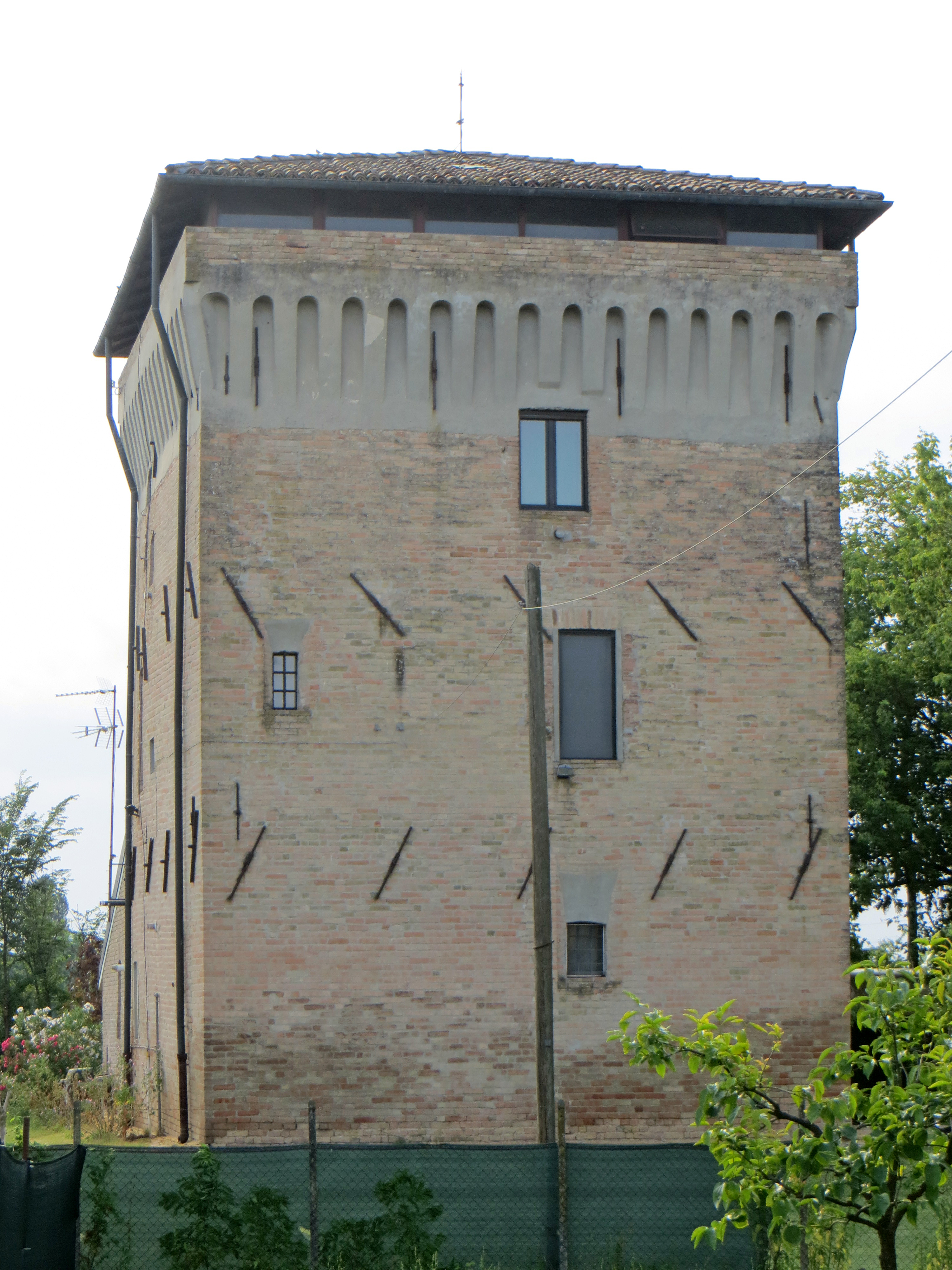
Torrione

Edificato entro il XIV secolo, il castello fu assegnato nel 1308 ai Rossi, che ne furono cacciati solo dopo pochi mesi; assegnato a Cristoforo Valeri agli inizi del XV secolo, appartenne ai suoi eredi fino ad almeno il 1481; profondamente degradato, fu completamente ristrutturato dopo il 1978 e trasformato in residenza privata.